# かわいくなりたい
「かわいくなりたい」は、古内東子の8枚目のシングル。1996年7月21日にソニー・レコードからリリースされた。

## 収録曲
全作詞・作曲：古内東子
1. かわいくなりたい
編曲：James Gadson
TBS系「FACE」エンディングテーマ
2. いつかきっと
編曲：小松秀行
3. かわいくなりたい　“ORIGINAL KARAOKE”